# Tössbo och Vedbo tingslag
Tössbo och Vedbo tingslag var mellan 1948 och 1970 ett tingslag i Älvsborgs län i Tössbo och Vedbo domsaga. Tingsplatsen var i Åmål.
Tingslaget omfattade Tössbo härad och Vedbo härad.
Tingslaget bildades 1 januari 1948 av Tössbo tingslag, Vedbo tingslag och Åmåls stad. Tingslaget upplöstes 31 december 1970 då verksamheten överfördes till Tössbo och Vedbo tingsrätt.